# Microstrobos
Genre
Classification phylogénétique
Microstrobos ou Spherospaera est un genre de plantes de la famille des Podocarpaceae originaire d'Australie.

## Liste des espèces
Selon NCBI (16 févr. 2013) :
- Microstrobos niphophilus

Selon Tropicos (16 févr. 2013) :
- Microstrobos fitzgeraldii (F. Muell.) J. Garden & L.A.S. Johnson

## Étymologie
Microstrobos vient du grec ancien , mikros, « petit », et στρόβος, strobos, « cône ».